# Churcampa (provincie)
Churcampa is een provincie in de regio Huancavelica in Peru. De provincie heeft een oppervlakte van 1.232 km² en telt 44.582 inwoners (2015). De hoofdplaats van de provincie is het district Churcampa.

## Bestuurlijke indeling
De provincie Churcampa is verdeeld in elf districten, UBIGEO tussen haakjes:
- (090502) Anco
- (090503) Chinchihuasi
- (090501) Churcampa, hoofdplaats van de provincie
- (090511) Cosme
- (090504) El Carmen
- (090505) La Merced
- (090506) Locroja
- (090510) Pachamarca
- (090507) Paucarbamba
- (090508) San Miguel de Mayocc
- (090509) San Pedro de Coris

Acobamba · Angaraes · Castrovirreyna · Churcampa · Huancavelica · Huaytará · Tayacaja